# 雜誌峰
72°41′S 64°55′W / 72.683°S 64.917°W
雜誌峰（英語：Journal Peaks），是南極洲的山峰，位於帕爾默地，長15公里，處於塞沃德山脈東南面31公里，美國地質調查局根據該國海軍的空中照片繪入地圖，現時由南極條約體系管理。